# Bahnstrecke Roßwein–Niederwiesa
| Ausschnitt der Streckenkarte Sachsen 1902 |                             |                                       |                                       |
| Streckennummer (DB): | 6620                        |                                       |                                       |
| Streckennummer: | sä. RW                      |                                       |                                       |
| Kursbuchstrecke (DB): | 516 139p (1934) 169c (1946) |                                       |                                       |
| Streckenlänge: | 37,49 km                    |                                       |                                       |
| Spurweite: | 1435 mm (Normalspur)        |                                       |                                       |
| Maximale Neigung: | 14 ‰                        |                                       |                                       |
| Minimaler Radius: | 290 m                       |                                       |                                       |
| Streckengeschwindigkeit: | 80 km/h                     |                                       |                                       |
| |                             |                                       |                                       |
| \| \| \| von Coswig (Dresden) \| \| \| \| 0,000 \| Roßwein \| Roßwein \| \| \| \| nach Borsdorf (Sachs) \| \| \| \| 1,20 \| Brücke Goldbornstraße \| Brücke Goldbornstraße \| \| \| 1,70 \| Brücke Wannesiedlung \| Brücke Wannesiedlung \| \| \| 4,187 \| Große Striegis (25 m) \| Große Striegis (25 m) \| \| \| 4,572 \| Große Striegis (23 m) \| Große Striegis (23 m) \| \| \| 5,097 \| Große Striegis (33 m) \| Große Striegis (33 m) \| \| \| 5,420 \| Grunau (Sachs) (ehem. Bf) \| Grunau (Sachs) (ehem. Bf) \| \| \| 5,450 \| Anschluss Grunau Papierfabrik \| Anschluss Grunau Papierfabrik \| \| \| 5,467 \| Große Striegis (28 m) \| Große Striegis (28 m) \| \| \| 8,133 \| Große Striegis (29 m) \| Große Striegis (29 m) \| \| \| 8,731 \| Große Striegis \| Große Striegis \| \| \| 9,305 \| Böhrigen \| Böhrigen \| \| \| 10,896 \| Große Striegis (26 m) \| Große Striegis (26 m) \| \| \| 11,657 \| Große Striegis (41 m) \| Große Striegis (41 m) \| \| \| 12,00 \| Anschluss Hartsteinwerk Berbersdorf \| Anschluss Hartsteinwerk Berbersdorf \| \| \| 12,350 \| Berbersdorf \| Berbersdorf \| \| \| 13,274 \| Kleine Striegis (31 m) \| Kleine Striegis (31 m) \| \| \| 14,084 \| Kleine Striegis (11 m) \| Kleine Striegis (11 m) \| \| \| 15,303 \| Kleine Striegis (11 m) \| Kleine Striegis (11 m) \| \| \| 16,669 \| Kleine Striegis (35 m) \| Kleine Striegis (35 m) \| \| \| 17,040 \| Kratzmühle \| Kratzmühle \| \| \| 17,791 \| Kleine Striegis (11 m) \| Kleine Striegis (11 m) \| \| \| 18,565 \| Viadukt Crumbach (57 m) \| Viadukt Crumbach (57 m) \| \| \| 19,00 \| Anschluss Ziegelwerk Hainichen \| Anschluss Ziegelwerk Hainichen \| \| \| 19,971 \| Hainichen \| Hainichen \| \| \| 26,234 \| Dittersbach (b Frankenberg/Sachs) \| Dittersbach (b Frankenberg/Sachs) \| \| \| 28,286 \| Viadukt Lützeltal (104 m) \| Viadukt Lützeltal (104 m) \| \| \| 29,081 \| Frankenberg (Sachs) \| Frankenberg (Sachs) \| \| \| 29,630 \| Viadukt Hammertal (89 m) \| Viadukt Hammertal (89 m) \| \| \| 30,180 \| Frankenberg (Sachs) Süd (seit 2004) \| Frankenberg (Sachs) Süd (seit 2004) \| \| \| 31,125 \| Frankenberg (Sachs) Süd (bis 2001) \| Frankenberg (Sachs) Süd (bis 2001) \| \| \| 32,620 \| Tunnel Harrasfelsen (86 m) \| Tunnel Harrasfelsen (86 m) \| \| \| 33,930 \| Braunsdorf-Lichtenwalde (ehem. Bf) \| Braunsdorf-Lichtenwalde (ehem. Bf) \| \| \| 34,442 \| Anst Webermühle (bis 1994) \| Anst Webermühle (bis 1994) \| \| \| 34,635 \| Viadukt Braunsdorf (255 m) \| Viadukt Braunsdorf (255 m) \| \| \| 34,815 \| Zschopaubrücke (109 m) \| Zschopaubrücke (109 m) \| \| \| 36,647 \| Viadukt Niederwiesa (181 m) \| Viadukt Niederwiesa (181 m) \| \| \| 36,810 \| Infrastrukturgrenze RISS / DB InfraGO[1] \| Infrastrukturgrenze RISS / DB InfraGO[1] \| \| \| \| von Dresden Hbf \| \| \| \| 37,494 \| Niederwiesa \| Niederwiesa \| \| \| \| nach Werdau Bogendreieck \| \| |                             |                                       |                                       |
| Strecke |                             | von Coswig (Dresden)                  | von Coswig (Dresden)                  |
| Bahnhof | 0,000                       | Roßwein                               | Roßwein                               |
| Abzweig ehemals geradeaus und nach rechts |                             | nach Borsdorf (Sachs)                 | nach Borsdorf (Sachs)                 |
| Strecke mit Straßenbrücke (Strecke außer Betrieb) | 1,20                        | Brücke Goldbornstraße                 | Brücke Goldbornstraße                 |
| Strecke mit Straßenbrücke (Strecke außer Betrieb) | 1,70                        | Brücke Wannesiedlung                  | Brücke Wannesiedlung                  |
| Brücke über Wasserlauf (Strecke außer Betrieb) | 4,187                       | Große Striegis (25 m)                 | Große Striegis (25 m)                 |
| Brücke über Wasserlauf (Strecke außer Betrieb) | 4,572                       | Große Striegis (23 m)                 | Große Striegis (23 m)                 |
| Brücke über Wasserlauf (Strecke außer Betrieb) | 5,097                       | Große Striegis (33 m)                 | Große Striegis (33 m)                 |
| Haltepunkt / Haltestelle (Strecke außer Betrieb) | 5,420                       | Grunau (Sachs) (ehem. Bf)             | Grunau (Sachs) (ehem. Bf)             |
| Abzweig geradeaus und nach rechts (Strecke außer Betrieb) | 5,450                       | Anschluss Grunau Papierfabrik         | Anschluss Grunau Papierfabrik         |
| Brücke über Wasserlauf (Strecke außer Betrieb) | 5,467                       | Große Striegis (28 m)                 | Große Striegis (28 m)                 |
| Brücke über Wasserlauf (Strecke außer Betrieb) | 8,133                       | Große Striegis (29 m)                 | Große Striegis (29 m)                 |
| Brücke über Wasserlauf (Strecke außer Betrieb) | 8,731                       | Große Striegis                        | Große Striegis                        |
| Bahnhof (Strecke außer Betrieb) | 9,305                       | Böhrigen                              | Böhrigen                              |
| Brücke über Wasserlauf (Strecke außer Betrieb) | 10,896                      | Große Striegis (26 m)                 | Große Striegis (26 m)                 |
| Brücke über Wasserlauf (Strecke außer Betrieb) | 11,657                      | Große Striegis (41 m)                 | Große Striegis (41 m)                 |
| Abzweig geradeaus und von links (Strecke außer Betrieb) | 12,00                       | Anschluss Hartsteinwerk Berbersdorf   | Anschluss Hartsteinwerk Berbersdorf   |
| Bahnhof (Strecke außer Betrieb) | 12,350                      | Berbersdorf                           | Berbersdorf                           |
| Brücke über Wasserlauf (Strecke außer Betrieb) | 13,274                      | Kleine Striegis (31 m)                | Kleine Striegis (31 m)                |
| Brücke über Wasserlauf (Strecke außer Betrieb) | 14,084                      | Kleine Striegis (11 m)                | Kleine Striegis (11 m)                |
| Brücke über Wasserlauf (Strecke außer Betrieb) | 15,303                      | Kleine Striegis (11 m)                | Kleine Striegis (11 m)                |
| Brücke über Wasserlauf (Strecke außer Betrieb) | 16,669                      | Kleine Striegis (35 m)                | Kleine Striegis (35 m)                |
| Haltepunkt / Haltestelle (Strecke außer Betrieb) | 17,040                      | Kratzmühle                            | Kratzmühle                            |
| Brücke über Wasserlauf (Strecke außer Betrieb) | 17,791                      | Kleine Striegis (11 m)                | Kleine Striegis (11 m)                |
| Brücke (Strecke außer Betrieb) | 18,565                      | Viadukt Crumbach (57 m)               | Viadukt Crumbach (57 m)               |
| Abzweig geradeaus und von rechts (Strecke außer Betrieb) | 19,00                       | Anschluss Ziegelwerk Hainichen        | Anschluss Ziegelwerk Hainichen        |
| Kopfbahnhof Strecke bis hier außer Betrieb | 19,971                      | Hainichen                             | Hainichen                             |
| Haltepunkt / Haltestelle | 26,234                      | Dittersbach (b Frankenberg/Sachs)     | Dittersbach (b Frankenberg/Sachs)     |
| Brücke | 28,286                      | Viadukt Lützeltal (104 m)             | Viadukt Lützeltal (104 m)             |
| Bahnhof | 29,081                      | Frankenberg (Sachs)                   | Frankenberg (Sachs)                   |
| Brücke | 29,630                      | Viadukt Hammertal (89 m)              | Viadukt Hammertal (89 m)              |
| Haltepunkt / Haltestelle | 30,180                      | Frankenberg (Sachs) Süd (seit 2004)   | Frankenberg (Sachs) Süd (seit 2004)   |
| ehemaliger Haltepunkt / Haltestelle | 31,125                      | Frankenberg (Sachs) Süd (bis 2001)    | Frankenberg (Sachs) Süd (bis 2001)    |
| Tunnel | 32,620                      | Tunnel Harrasfelsen (86 m)            | Tunnel Harrasfelsen (86 m)            |
| Haltepunkt / Haltestelle | 33,930                      | Braunsdorf-Lichtenwalde (ehem. Bf)    | Braunsdorf-Lichtenwalde (ehem. Bf)    |
| Abzweig geradeaus und ehemals nach links | 34,442                      | Anst Webermühle (bis 1994)            | Anst Webermühle (bis 1994)            |
| Brücke | 34,635                      | Viadukt Braunsdorf (255 m)            | Viadukt Braunsdorf (255 m)            |
| Brücke über Wasserlauf | 34,815                      | Zschopaubrücke (109 m)                | Zschopaubrücke (109 m)                |
| Brücke | 36,647                      | Viadukt Niederwiesa (181 m)           | Viadukt Niederwiesa (181 m)           |
| Wechsel des Eisenbahninfrastrukturunternehmens | 36,810                      | Infrastrukturgrenze RISS / DB InfraGO | Infrastrukturgrenze RISS / DB InfraGO |
| Abzweig geradeaus und von links |                             | von Dresden Hbf                       | von Dresden Hbf                       |
| Bahnhof | 37,494                      | Niederwiesa                           | Niederwiesa                           |
| Strecke |                             | nach Werdau Bogendreieck              | nach Werdau Bogendreieck              |

Die Bahnstrecke Roßwein–Niederwiesa ist eine heute nur noch teilweise betriebene Nebenbahn in Sachsen. Sie führt von Roßwein durch die Täler der Großen und der Kleinen Striegis nach Hainichen und von dort noch heute weiter über Frankenberg durch das Zschopautal nach Niederwiesa, wo sie in die Hauptbahn Dresden–Werdau einmündet. Seit 2004 ist lediglich noch der 16,8 km lange Abschnitt zwischen Hainichen und Niederwiesa in Betrieb.

## Geschichte
Im Frühjahr 1867 begannen die Bauarbeiten für die Eisenbahnstrecke zwischen Hainichen und Niederwiesa, damals noch Wiesa. Am 1. März 1869 wurde die Strecke als Abzweig der nunmehr durchgängigen Hauptbahn zwischen Chemnitz und Dresden durch die Kgl. Sächsischen Staatseisenbahnen eröffnet. Anfänglich verkehrten lediglich rund zwei bis drei Züge täglich.
Die 1872 gegründete Hainichen-Rossweiner Eisenbahn-Gesellschaft eröffnete am 15. August 1874 eine 17 Kilometer lange, nördlich anschließende Strecke von Hainichen nach Roßwein an der Bahnstrecke Borsdorf–Coswig der Leipzig-Dresdner Eisenbahn-Compagnie. Sie ging am 10. August 1876 in das Eigentum der Kgl. Sächsischen Staatseisenbahnen über, die von Anfang an den Betrieb geführt hatte.

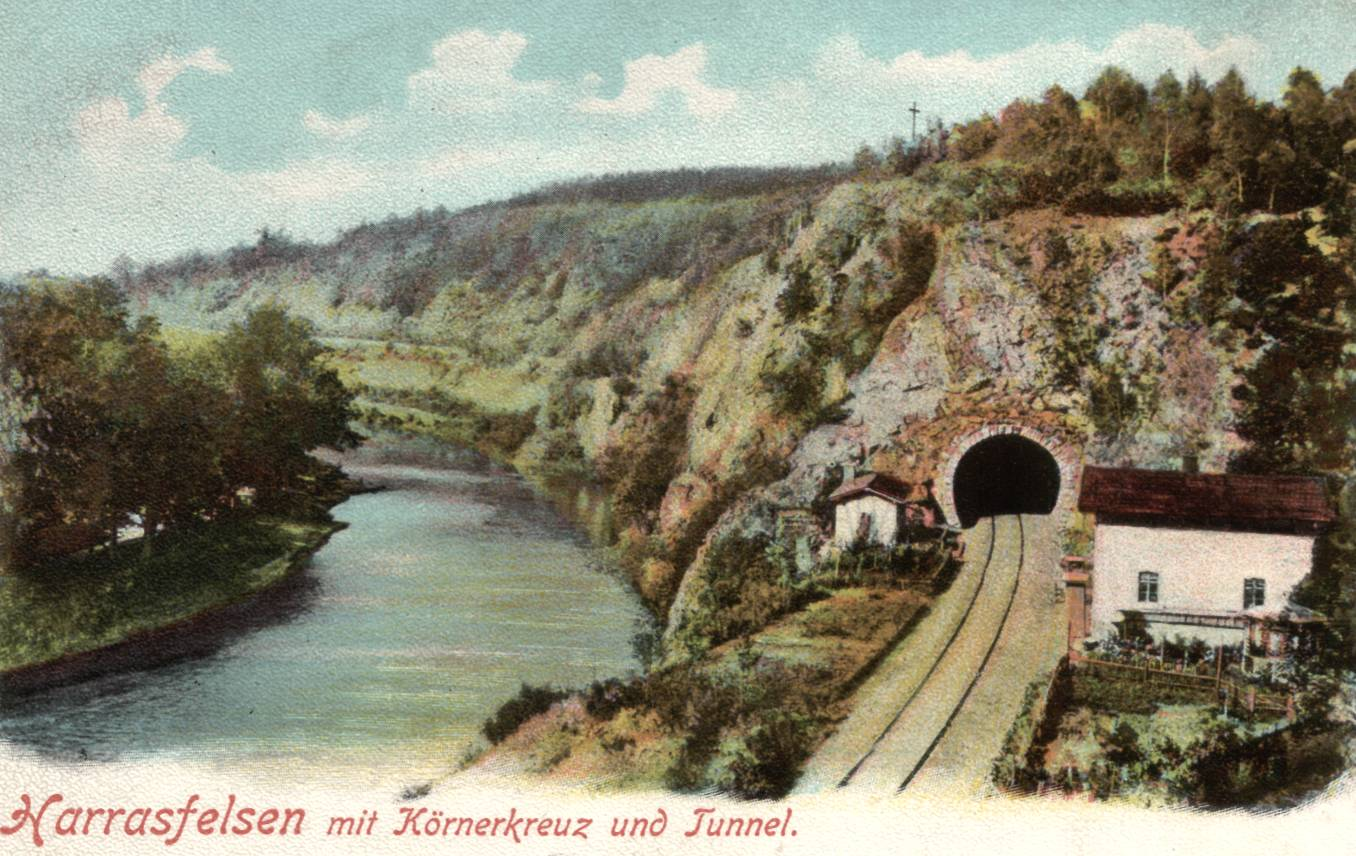
Harrastunnel um 1905

Der im Harrasfelsen gelegene Harrastunnel zwischen Braunsdorf und Frankenberg wurde durch einen schweren Eisenbahnunfall am 14. Dezember 1913 bekannt. Etwa 100 Kubikmeter Gestein lösten sich und blockierten das Südportal. Kurz nach 22.15 Uhr fuhr ein von Frankenberg nach Niederwiesa fahrender Personenzug in die Geröllhalde. Der Unfall forderte 10 Tote und 53 Verletzte und zählt noch heute zu den schwersten Eisenbahnunglücken in Sachsen. 
Am 25. November 1983 kam es in Grunau zu einem schweren Unfall, nachdem eine im Bahnhof Berbersdorf schlecht gesichert abgestellte Wagengruppe aus 10 Güterwagen selbstständig ins Rollen geraten war und auf einen haltenden Personenzug auffuhr. Zwei Tote, fünf Versetze und erheblicher Sachschaden waren zu beklagen.
Zum 24. Mai 1998 wurde durch den Freistaat Sachsen der Personenverkehr zwischen Roßwein und Hainichen abbestellt. Am 1. Januar 2000 wurde auch der Güterverkehr auf diesem Abschnitt eingestellt. Am 11. Juli 2001 genehmigte das Eisenbahn-Bundesamt die Stilllegung des Abschnitts Roßwein–Hainichen, die am 30. September 2001 vollzogen wurde. Im August 2002 kam es zum bisher schwersten Hochwasser in Sachsen, in dessen Folge Brückenbauwerke entlang dieses Abschnittes von der dort fließenden Striegis völlig zerstört und Streckenteile unterspült wurden, ein Wiederaufbau und eine eventuelle Wiederinbetriebnahme der Strecke kam damit endgültig nicht mehr in Frage.

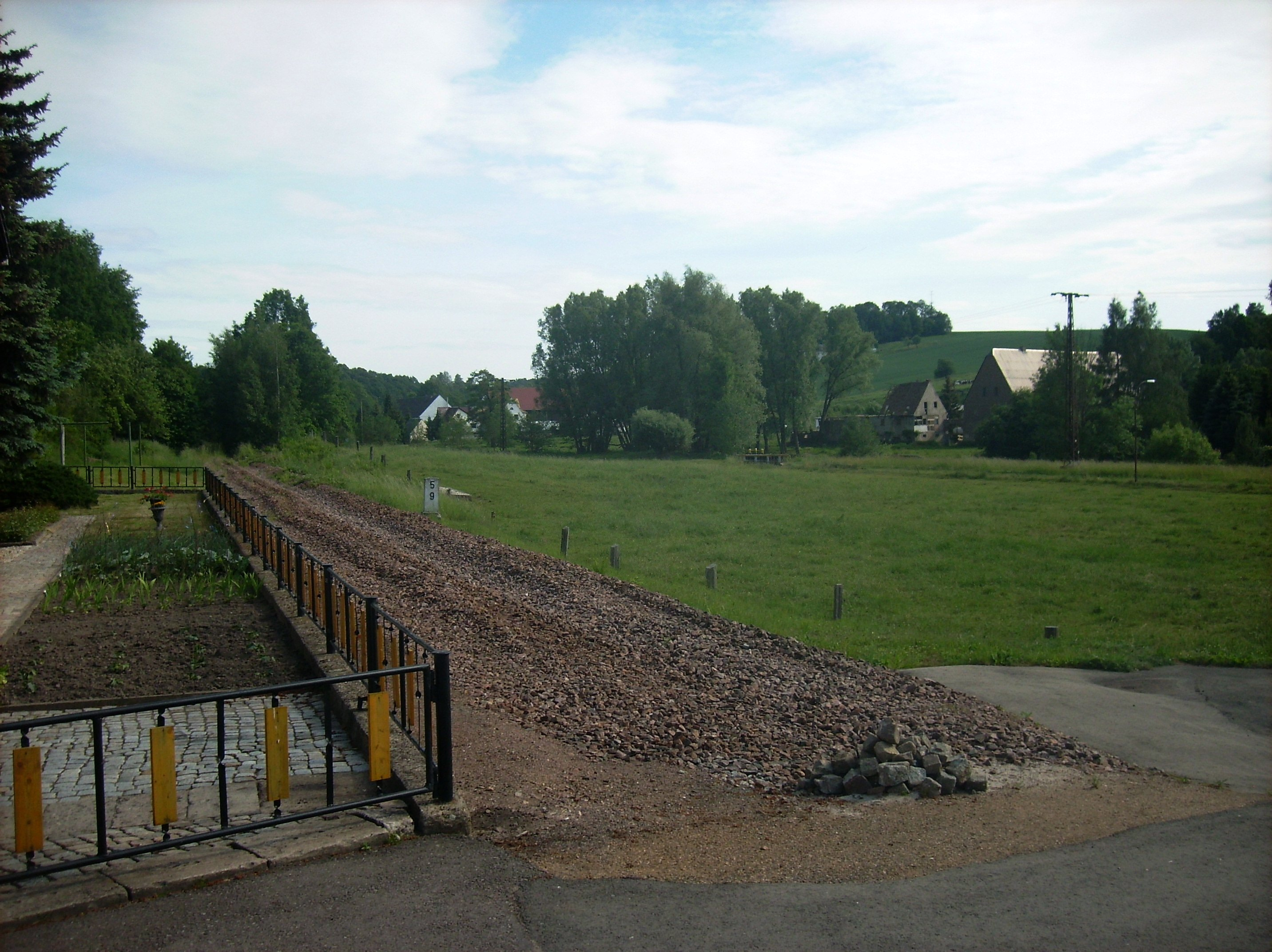
Abgebaute Strecke in Grunau (2011)

Im Oktober 2002 pachtete die Regio Infra Service Sachsen (RISS) die Gesamtstrecke von DB Netz AG. 2003/04 wurde der südliche Abschnitt Hainichen–Niederwiesa von der RISS saniert, dabei wurden auch die 1913 im Harrastunnel eingebauten Betonschalen durch einen Spritzbetonausbau ersetzt. Im Rahmen der Sanierung wurde der alte Haltepunkt Frankenberg (Sachs) Süd aufgelassen und durch einen neuen Haltepunkt gleichen Namens etwa einen Kilometer weiter Richtung Ortsmitte, an der Wohnsiedlung „Auf dem Wind“, ersetzt. Der Abschnitt Hainichen–Niederwiesa wird seit 11. Dezember 2004 von der City-Bahn Chemnitz wieder im Schienenpersonennahverkehr bedient. Als Fahrzeuge werden Zweikraftwagen des Typs Citylink eingesetzt, zuvor waren es Dieseltriebwagen vom Typ Regio-Shuttle.
Der nördliche Abschnitt zwischen Roßwein und Hainichen blieb hingegen ungenutzt. Im Jahr 2005 wurde er von der RISS aufgegeben. Die Stadt Hainichen gab den Abbau der Gleisanlagen in Auftrag, um auf der Trasse einen Radweg zu bauen.

## Streckenbeschreibung

### Verlauf

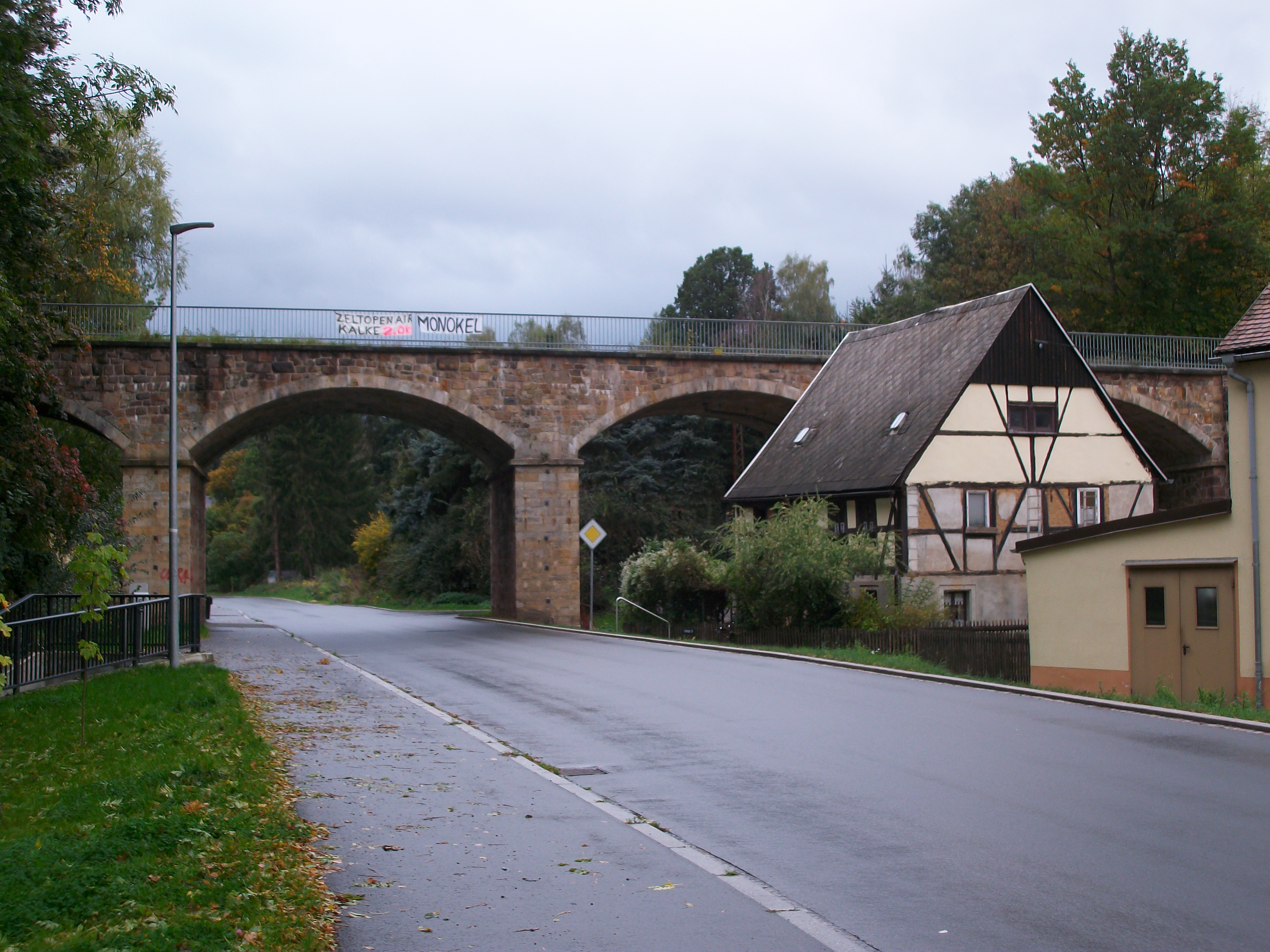
Nicht mehr in Betrieb befindlicher Eisenbahnviadukt im Hainichener Ortsteil Crumbach über den Falkenauer Bach und die Mittweidaer Straße

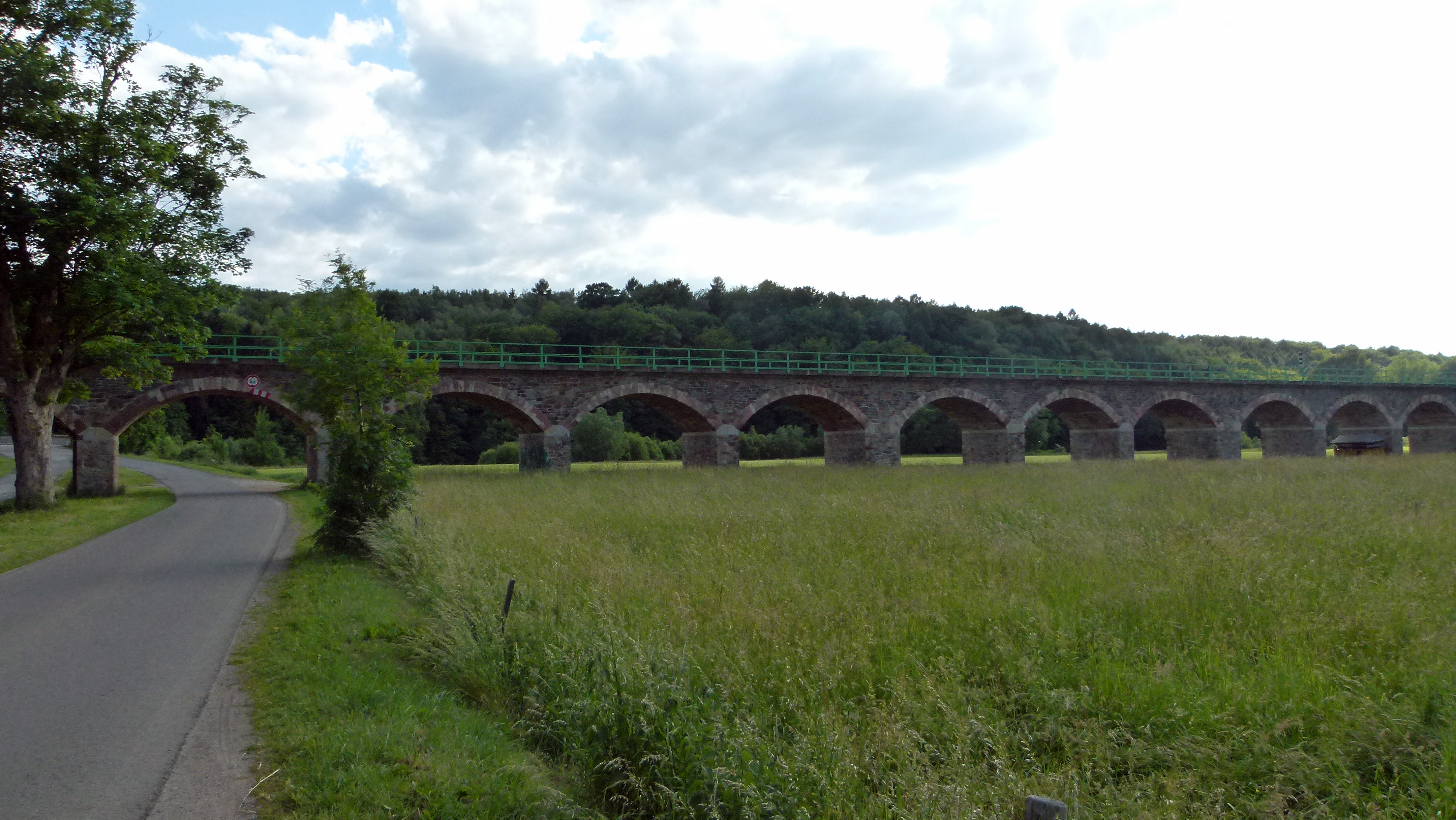
Viadukt Braunsdorf

Die Strecke begann im Bahnhof Roßwein an der Bahnstrecke Borsdorf–Coswig, gelegen im Tal der Freiberger Mulde. Sie verließ den Bahnhof in westlicher Richtung und verlief zunächst auf einer gemeinsamen Trasse mit der Strecke Borsdorf–Coswig auf deren südlicher Seite. Nach etwa zwei Kilometern schwenkte sie nördlich der Ortslage Hohenlauft von dieser ab und wandt sich südlich der Ortslage Niederstriegis ins Tal der Striegis. Sie folgte dieser flussaufwärts und überquerte diese dabei mehrfach. Südwestlich von Berbersdorf wechselte sie ins Tal der Kleinen Striegis, ein Nebenfluss der Striegis, und folgte dieser flussaufwärts und verließ deren Tal kurz vor Hainichen. Der Bahnhof Hainichen war und ist die höchstgelegene Betriebsstelle der Strecke und befindet sich südwestlich des Stadtzentrums. Die noch heute betriebene Strecke erreicht südlich von Hainichen ihren Scheitelpunkt und wechselt bei Dittersbach mitten in landwirtschaftlich genutztem Gebiet ins benachbarte Zschopautal. Sie passiert kurz vor der Stadt Frankenberg/Sa. den aus vier kleinen und drei größeren Bögen bestehenden Lützeltalviadukt und passiert die Stadt östlich des Stadtzentrums. Nach Einschwenken in das enge Tal der Zschopau wird der Harrasfelsen mit dem 86 Meter langen Harrastunnel durchquert. Hinter dem Haltepunkt Braunsdorf-Lichtenwalde überquert die Strecke zuerst auf einem aus 24 Rundbögen bestehenden Steinviadukt die Auen der Zschopau und unmittelbar darauf auf einer Stahlbrücke den Fluss selbst. Mit einer Steigung von 1:100 führt sie nun wieder aus dem Tal heraus und verändert über einen Halbkreis den Verlauf von Osten nach Westen, um nach Überquerung des Niederwiesaer Viaduktes auf die Bahnstrecke Dresden–Werdau in Richtung Chemnitz zu treffen.

### Betriebsstellen
Roßwein ⊙
Der Bahnhof Roßwein wurde am 25. Oktober 1868 mit Eröffnung des Abschnitts Döbeln–Nossen der Bahnstrecke Borsdorf–Coswig in Betrieb genommen. Zwischen 1872 und 1998 verkehrten vom Bahnhof Roßwein Personenzüge über die Bahnstrecke Roßwein–Niederwiesa über Hainichen und Frankenberg in Richtung Niederwiesa.
Grunau (Sachs) ⊙

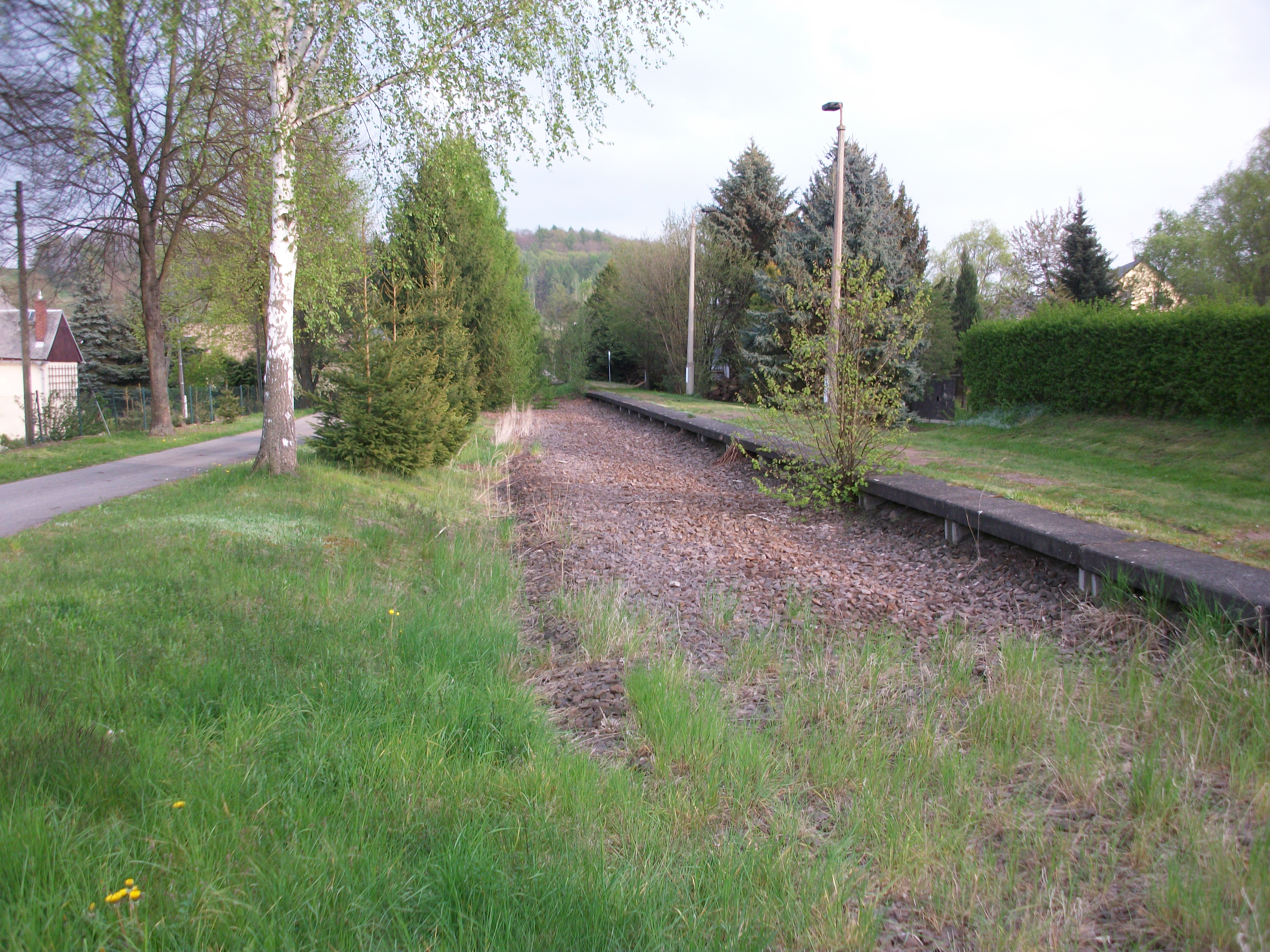
Bahnhof Grunau (Sachs) (2017)

Der Bahnhof Grunau (Sachs) wurde am 28. August 1874 eröffnet. Er hatte folgende Namen:
- bis 1922: Grunau
- bis 1933: Grunau (Sa)
- seit 1933: Grunau (Sachs)

Der Bahnhof wurde am 27. April 1998 außer Betrieb genommen.
Böhrigen ⊙

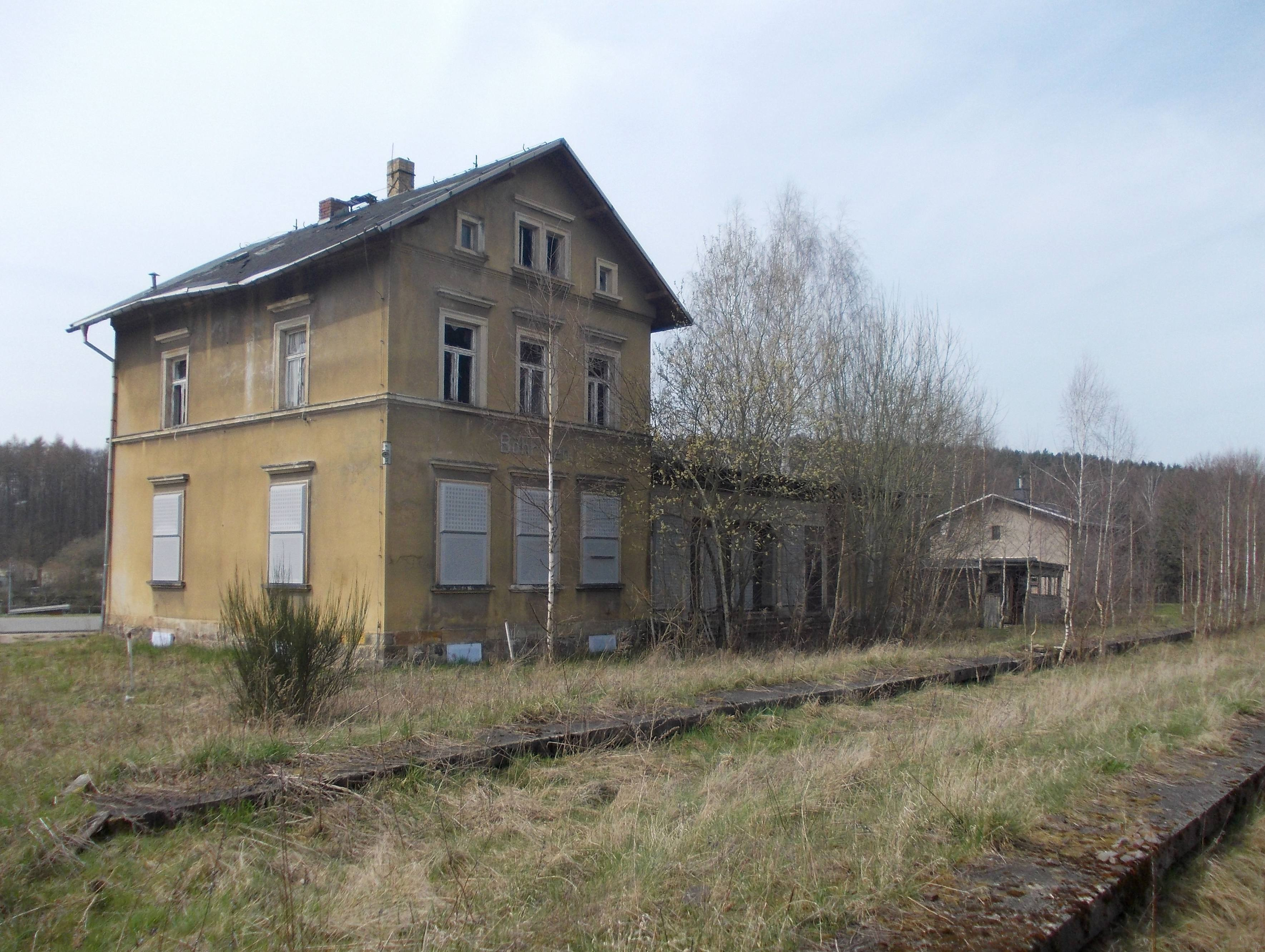
Bahnhof Böhrigen (2015)

Der Bahnhof Böhrigen wurde am 28. August 1874 eröffnet. Er besaß ein Empfangsgebäude, das noch vorhanden ist. Der Bahnhof befindet sich im Tal der Striegis im Zentrum von Böhrigen. Er wurde am 31. Januar 2000 außer Betrieb genommen.
Berbersdorf ⊙

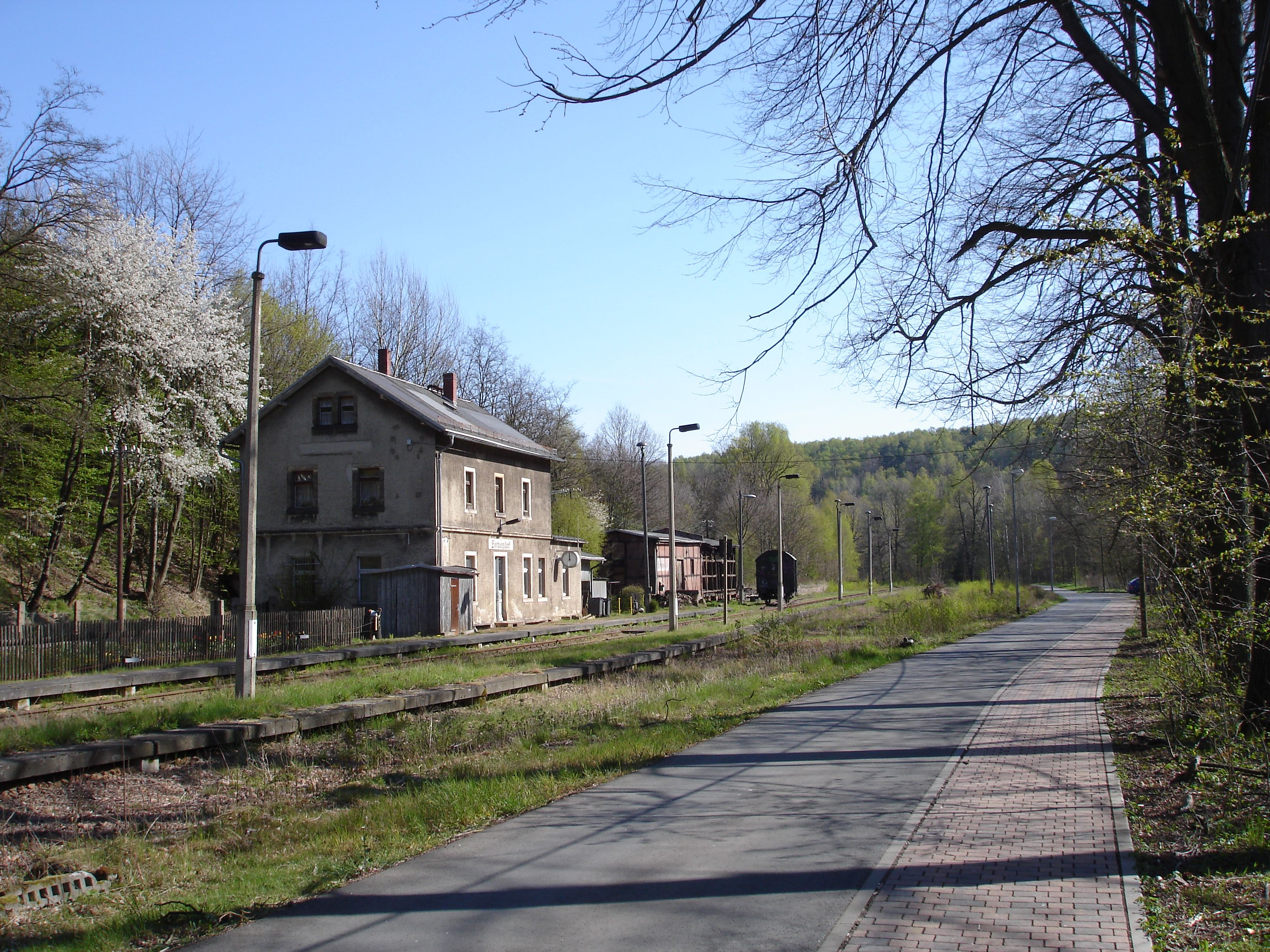
Bahnhof Berbersdorf (2007)

Der Bahnhof Berbersdorf wurde am 28. August 1874 eröffnet. Er besitzt ein Empfangsgebäude, das noch vorhanden ist. Der Bahnhof befindet sich im Bereich des Zusammenflusses der Großen Striegis mit der Kleinen Striegis zur Striegis westlich von Berbersdorf. Er wurde am 1. Januar 2001 außer Betrieb genommen.
Kratzmühle ⊙
Der Haltepunkt  Kratzmühle wurde am 1. April 1883 eröffnet. Er befand sich an der Mündung des Kratzbachs in die Kleine Striegis direkt südlich der A4. Mit der Stilllegung des Streckenabschnitts Roßwein–Hainichen im Jahr 1998 wurde auch der Haltepunkt Kratzmühle am 27. April 1998 außer Betrieb genommen. Auf der abgebauten Strecke führt nun ein Radweg vorbei an der Kratzmühle.
Hainichen ⊙

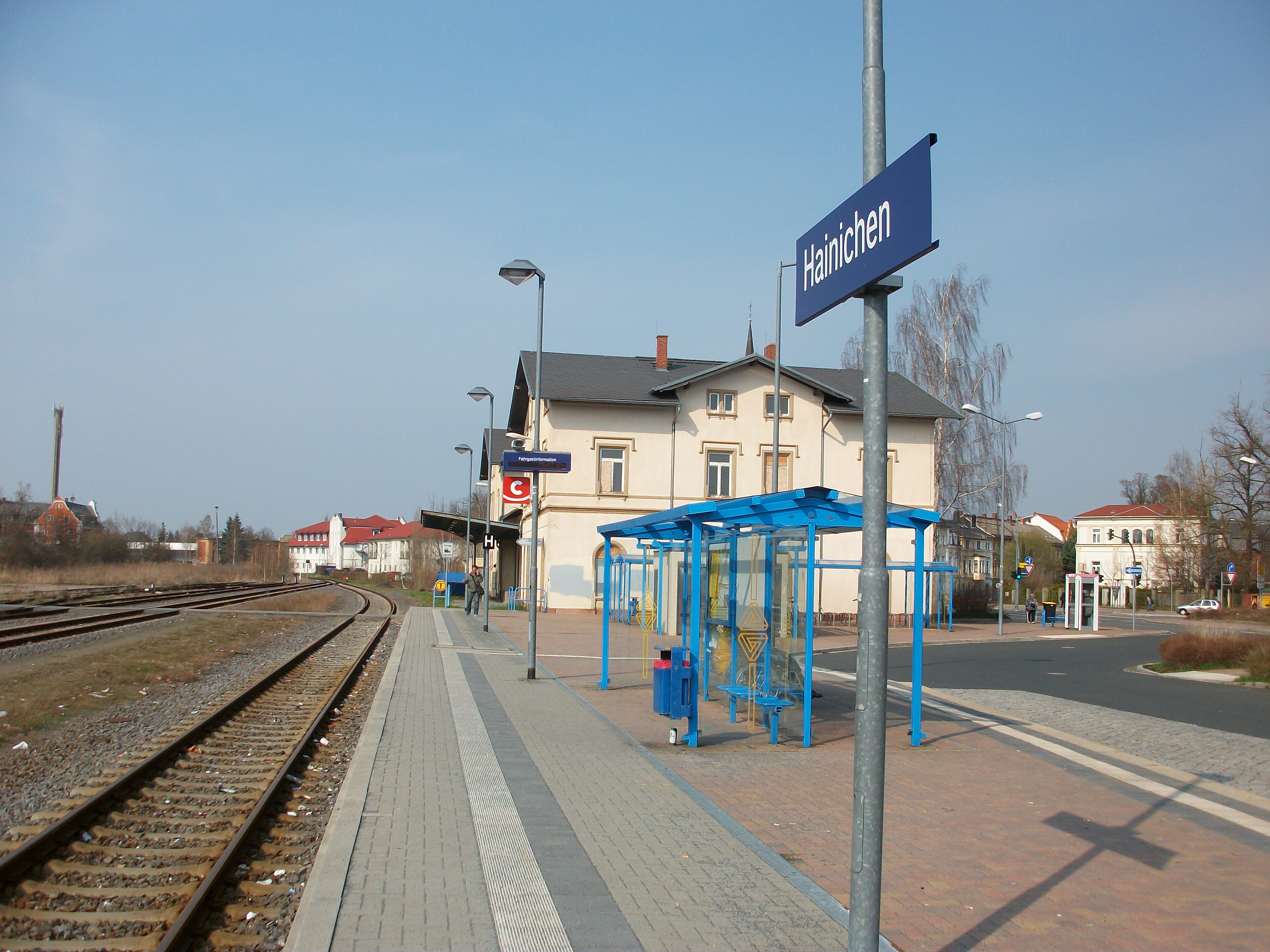
Bahnhof Hainichen (2016)

Der Bahnhof Hainichen wurde am 1. März 1869 eröffnet. Nach der Einstellung des Zugverkehrs in Richtung Roßwein im Jahr 1998/2001 enden die Gleise kurz hinter dem Bahnhof an der Frankenberger Straße. Im Zuge der Modernisierung der Strecke in Richtung Niederwiesa für das Chemnitzer Modell wurde der Bahnsteig einige Meter vor den Bahnhof verlegt. Der Bahnhof Hainichen ist eine Schnittstelle zwischen Bus und Bahn.
Dittersbach ⊙
Der Haltepunkt Dittersbach wurde am 1. Mai 1897 eröffnet. Er trug folgende Namen:
- bis 1911: Dittersbach bei Frankenberg
- bis 1933:  Dittersbach b Frankenberg (Sa)
- seit 1933: Dittersbach

Der Haltepunkt verfügt über ein modernes Wartehäuschen, das alte hölzerne Wartehäuschen ist noch vorhanden.
Frankenberg (Sachs) ⊙

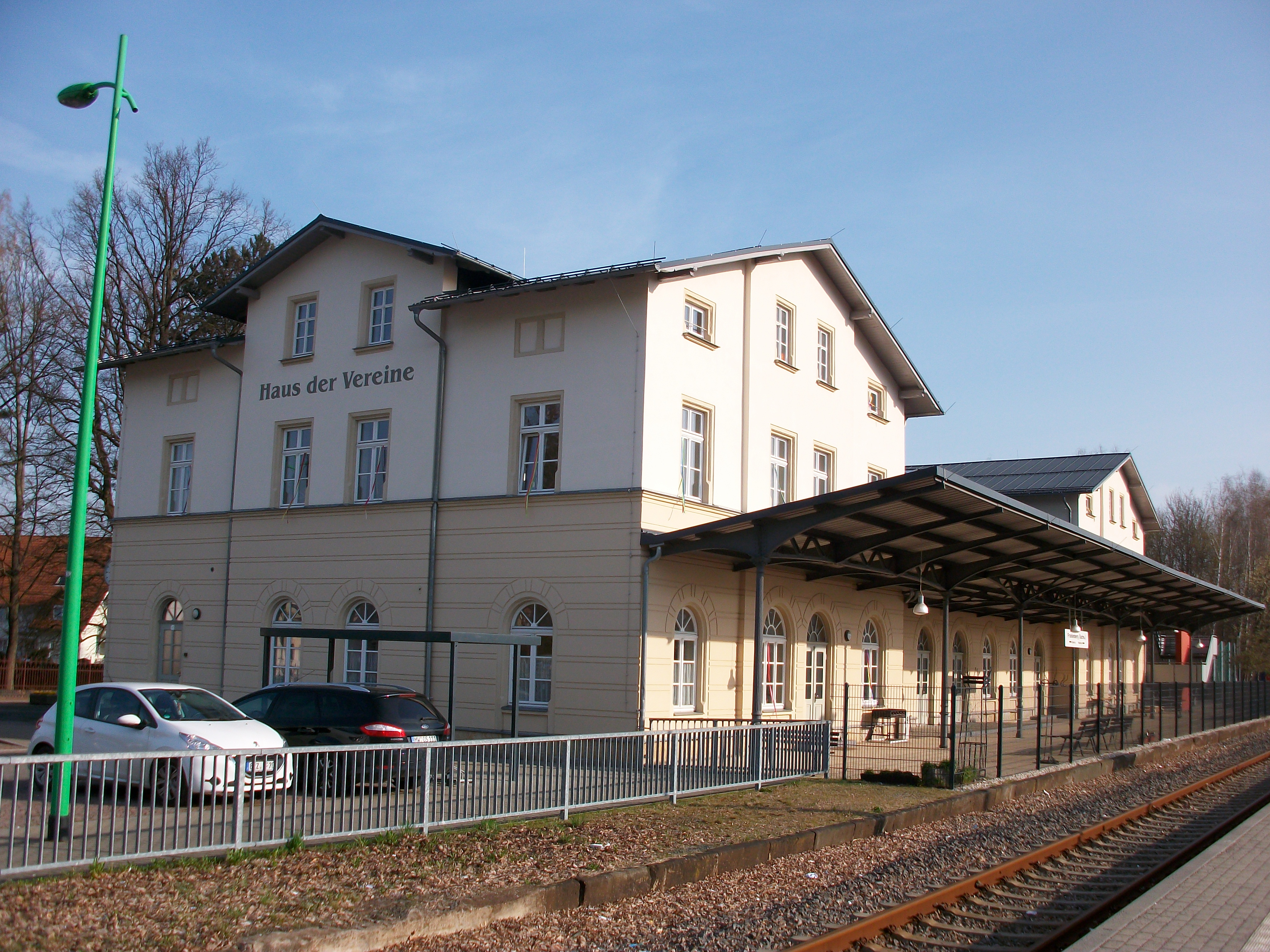
Bahnhof Frankenberg (Sachs) (2016)

Der Bahnhof  Frankenberg (Sachs) wurde am 1. März 1869 eröffnet.
Er trug folgende Namen:
- bis 1911:  Frankenberg
- bis 1933:  Frankenberg (Sa)
- seit 1933:  Frankenberg (Sachs)

Das Empfangsgebäude wird in der Gegenwart als „Haus der Vereine“ genutzt.
Frankenberg (Sachs) Süd ⊙

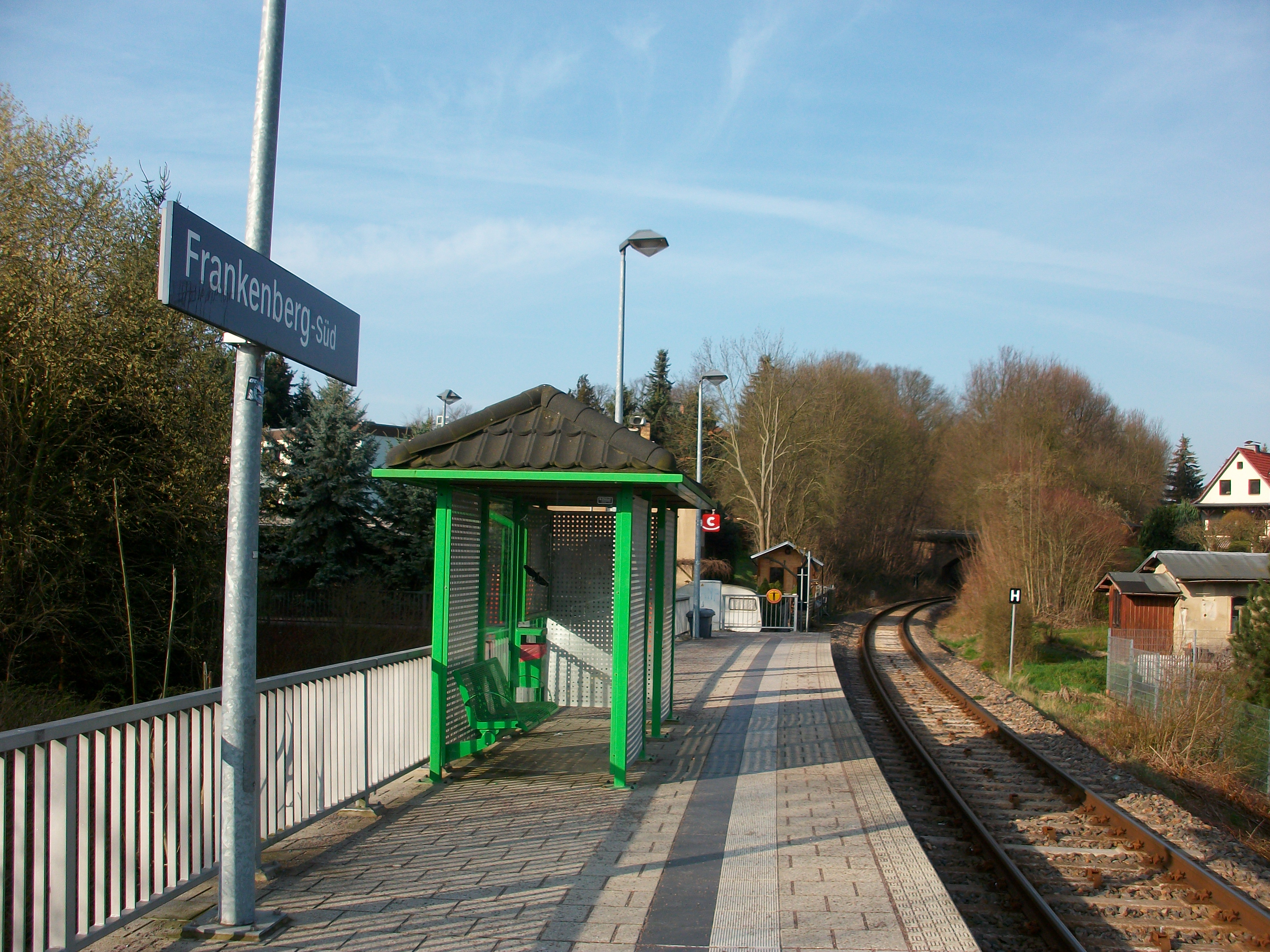
Haltepunkt Frankenberg (Sachs) Süd (2016)

Der Haltepunkt wurde am 1. Mai 1905 als Haltepunkt Gunnersdorf am ursprünglichen Standort an der Hermann-Fischer-Straße/Pappelallee eröffnet. 1962 erfolgte die Umbenennung in Frankenberg (Sachs) Süd. Nachdem der Halt im Jahr 2001 aufgelassen wurde, erfolgte nach der Sanierung der Strecke eine Verlegung in Richtung Frankenberg in die Friedhofssiedlung. RIS eröffnete den neuen Haltepunkt Frankenberg (Sachs) Süd, der über die Straße Am Wald erreichbar ist, im Jahr 2004. Er trägt vor Ort die fehlerhafte Beschilderung Frankenberg-Süd.
Braunsdorf-Lichtenwalde ⊙
Der Haltepunkt Braunsdorf-Lichtenwalde wurde am 1. März 1869 eröffnet. Er trug folgende Namen:
- bis 1919: Braunsdorf
- bis 1934: Braunsdorf (Zschopautal)
- seit 1934: Braunsdorf-Lichtenwalde

Der Haltepunkt Braunsdorf befindet sich in Braunsdorf. Am gegenüber liegenden Ufer der Zschopau befindet sich das Schloss Lichtenwalde. Kurz vorher passiert der Zug den Tunnel Harrasfelsen, kurz nach dem Bahnhof die Zschopau und den Braunsdorfer Viadukt. Das Empfangsgebäude wurde 2011 abgerissen, auch der 1908 erbaute Personentunnel ist nicht mehr vorhanden. Die Gleise sind nach dem Umbau ebenerdig erreichbar.
Niederwiesa ⊙
Der Bahnhof Niederwiesa wurde am 14. Mai 1866 an der damaligen Chemnitz-Annaberger Staatseisenbahn, später Teil der Bahnstrecke Dresden–Werdau, eröffnet. Seit 1869 war er zudem Endpunkt der Bahnstrecke Roßwein–Niederwiesa.